# Dänischer Tragant
Der Dänische Tragant (Astragalus danicus) ist eine Pflanzenart aus der Gattung Tragant (Astragalus) in der Unterfamilie Schmetterlingsblütler (Faboideae). Sie ist in Eurasien verbreitet.

## Beschreibung

### Erscheinungsbild und Blatt
Der Dänische Tragant wächst als ausdauernde krautige Pflanze. Er besitzt dünne Bodenausläufer treibende „Erdstöcke“. Der spärlich mit einfachen, angedrückten Haaren besetzte Stängel ist meist einzeln, etwas ästig, bogig aufsteigend, 5 bis 20 cm lang, dünn, etwas kantig und mit wenigen Internodien versehen.
Die wechselständig angeordneten Laubblätter sind 5 bis 8 cm lang, unpaarig gefiedert und beiderseits locker behaart. Die sieben bis elf Paare Fiederblättchen sind bei einer Länge von 5 bis 12 mm und einer Breite von 1,5 bis 4 mm eiförmig-elliptisch bis lanzettlich mit stumpfem bis gestutztem oberem Ende. Die Nebenblätter sind klein, stumpf, untereinander verbunden und blattgegenständig.

### Blütenstand und Blüte

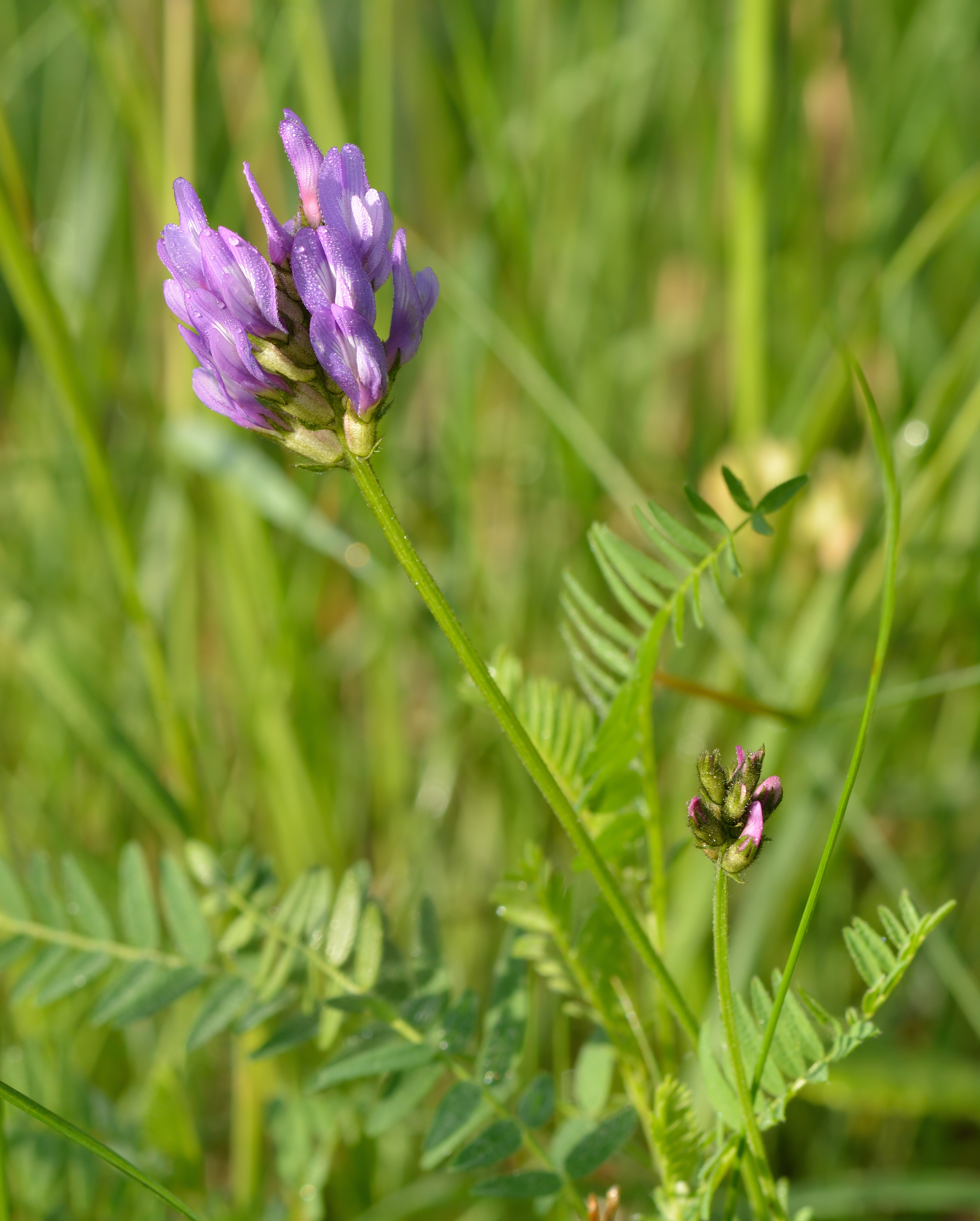

Die Blütezeit liegt in den Monaten Mai und Juni. Die zygomorphen Blüten sind 1,5 bis 1,6 cm lang, fast sitzend und befinden sich in reichblütigen, kugelig-eiförmigen kopfigen Blütenständen mit bis zu 12 cm langen, die Laubblätter weit überragenden Stielen. Die Tragblätter sind lanzettlich und mehr oder weniger 3 mm lang. Der Kelch ist röhrig und ziemlich dicht braun bis schwärzlich behaart. Die Kelchzähne sind lineal und weniger als halb so lang wie die Röhre. Die Kronblätter sind ziemlich kurz genagelt, blauviolett und am Grund gelblichweiß, selten auch ganz weiß. Die Fahne ist eiförmig, wenig aufgebogen, schwach ausgerandet und höchstens um 3 mm länger als die schmalen, etwas ausgerandeten Flügel. Das Schiffchen ist stumpf. Im Fruchtblatt befinden sich in jedem Fach sieben bis zehn Samenanlagen, von denen sich aber meist nur ein oder zwei zu reifen Samen entwickeln.

### Frucht und Samen
Die Hülsenfrüchte sind fast sitzend, eiförmig bis ellipsoidisch, etwa 1 cm lang und 4 mm breit, aufgeblasen, bespitzt, am Grund oft etwas herzförmig, am Rücken gefurcht, reif schwarz, dicht mit langen, weißlichen Haaren besetzt.
Die dunkelbraunen Samen sind rundlich-nierenförmig.

### Chromosomenzahl
Die Chromosomenzahl beträgt 2n = 16.

## Verbreitung und Standortansprüche

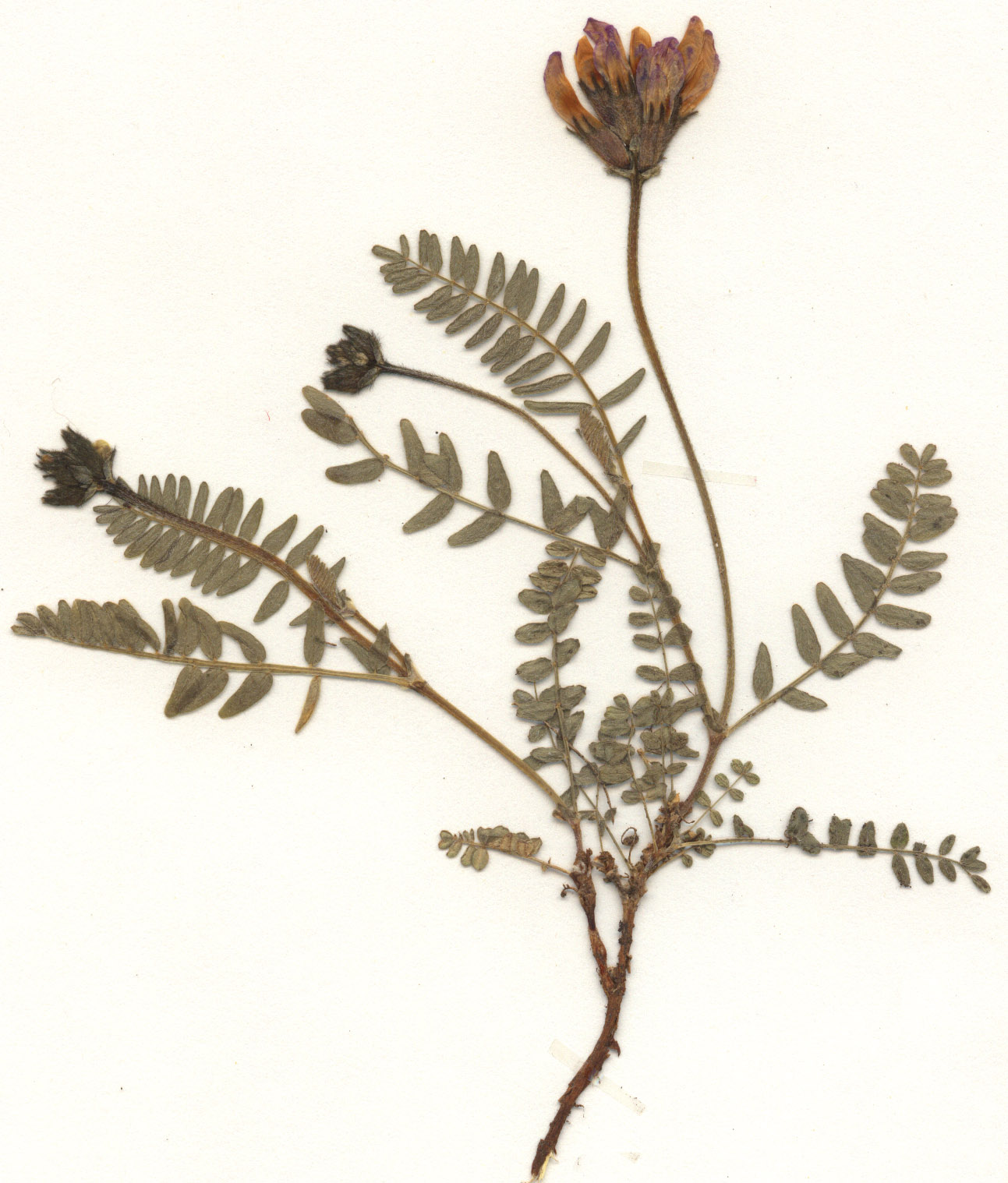
Astragalus danicus (Herbarbeleg). Diese Art sollte wegen ihrer Seltenheit und Gefährdung in Mitteleuropa möglichst nicht gesammelt werden.

Wahrscheinlich stammt diese heute beinahe holarktisch verbreitete Art aus Sibirien. Es ist möglich, dass sie schon vor der größten Eiszeit bis zu den südeuropäischen Gebirgen gelangt ist und sich nach der eiszeitlichen Zerstückelung ihres Areals zu Beginn der postglazialen Wärmezeit abermals stark ausgebreitet hat.
Astragalus danicus ist eine eurasiatische Steppenpflanze, die bis in die boreale Zone reicht, nördlich bis Südschweden und Estland, im Osten bis Mittelsibirien, südlich bis zum Kaukasus. Sie kommt in Mitteleuropa selten vor. Vereinzelte Vorposten von den Südwestalpen nordwärts über Savoyen, die Oberrheinische Tiefebene, den Harz und Thüringen bis Irland.
In Deutschland findet man den Dänischen Tragant zerstreut nur im Bereich Sachsen-Anhalt und Thüringen, darüber hinaus sehr selten oder fehlend. Sehr selten nur an zwei kleinen Fundgebieten im nordwestlichen Bayern.
Der Dänische Tragant wächst in Trockenwiesen, auf Weiden und in lichten Wäldern. Er bevorzugt Kalk-, Gips-, Salz- und Schwarzerdeböden. Er ist eine Charakterart des Adonido-Brachypodietum aus dem Verband Cirsio-Brachypodion, kommt aber manchmal auch im Mesobrometum vor. Die Art steigt in den Westalpen sogar über 2400 Meter Meereshöhe auf.

## Artenschutz
Gefährdung in Deutschland: Kategorie 3+: gefährdet.